# Ivan Argamakov
Ivan Vassilievitch Argamakov (en russe : Иван Васильевич Аргамаков), né en 1763, décédé en 1834, est un officier russe qui fut l'un des commandants en chef de l'Armée impériale de Russie au grade de major-général (1815) pendant les guerres napoléoniennes.

## Biographie
Issu de la noblesse du gouvernement de Riazan, il est le fils d'un premier major de l'Armée impériale de Russie. Le 1er janvier 1775, Ivan Argamakov est inscrit comme armurier au régiment Izmaïlovski. Il est affecté le 1er janvier 1783 au régiment de la garde à cheval au grade de sergent. Le 1er janvier 1789, il est promu capitaine et entre au 9e régiment de dragons de Kazan.
Ivan Vassilievitch Argamakov fut l'un des acteurs de la Guerre russo-suédoise (1788-1790). Transféré au régiment des cuirassiers de Sa Majesté Impériale, il participa à la répression menée contre les confédérés polonais en 1794. Il s'illustre le 4 novembre 1794, sous le commandement de Souvarov à la prise de Prague (banlieue de Varsovie, située sur la rive droite de la Vistule). Le 2 décembre 1805, dans les rangs du 16e régiment de Dragons de Tverskoï, il prit part à la bataille d'Austerlitz, il fut décoré de l'ordre de Saint-Vladimir (4e classe avec ruban). Le 23 avril 1806, Argamakov fut élevé au rang de colonel. Le 15 novembre 1807, il commanda le 14e régiment de Lanciers Iambourgski. Le 26 novembre 1808, il lui fut décerné l'ordre de Saint-Georges (4e classe). Le 11 novembre 1809, le colonel Argamakov reçut le commandement du 13e régiment de Lanciers de Vladimir. Avec ce régiment, il mena une campagne militaire dans la Caucase, en 1811, Ivan Vassilievitch Argamakov et son régiment furent transférés en Crimée.
En 1812, le 13e régiment de Lanciers du colonel Ivan Vassilievitch Argamakov fut incorporée à la 24e brigade de la 8e division appartenant au 3e corps de cavalerie d'observation de réserve placé alors sous le commandement du général Charles de Lambert (3e Armée de l'Ouest après le 18 septembre 1812). Entre 1813 et 1814, il fut engagé dans les batailles de Dresde (26 août-17 août 1813), Leipzig (16 octobre-19 octobre 1813), pour le colonel Argamakov, les Guerres napoléoniennes prirent fin au siège de Hambourg (mai 1813-mai 1814)
Le 16 mai 1815, Ivan Vassilievitch Argamakov fut promu major-général et reçut le commandement de la 1re brigade de la 2e division de chasseurs à cheval.
Le 14 janvier 1816, en raison de son mauvais état de santé, le major-général Argamakov fut limogé. Il vécut dans le gouvernement de Tver.

## Distinctions

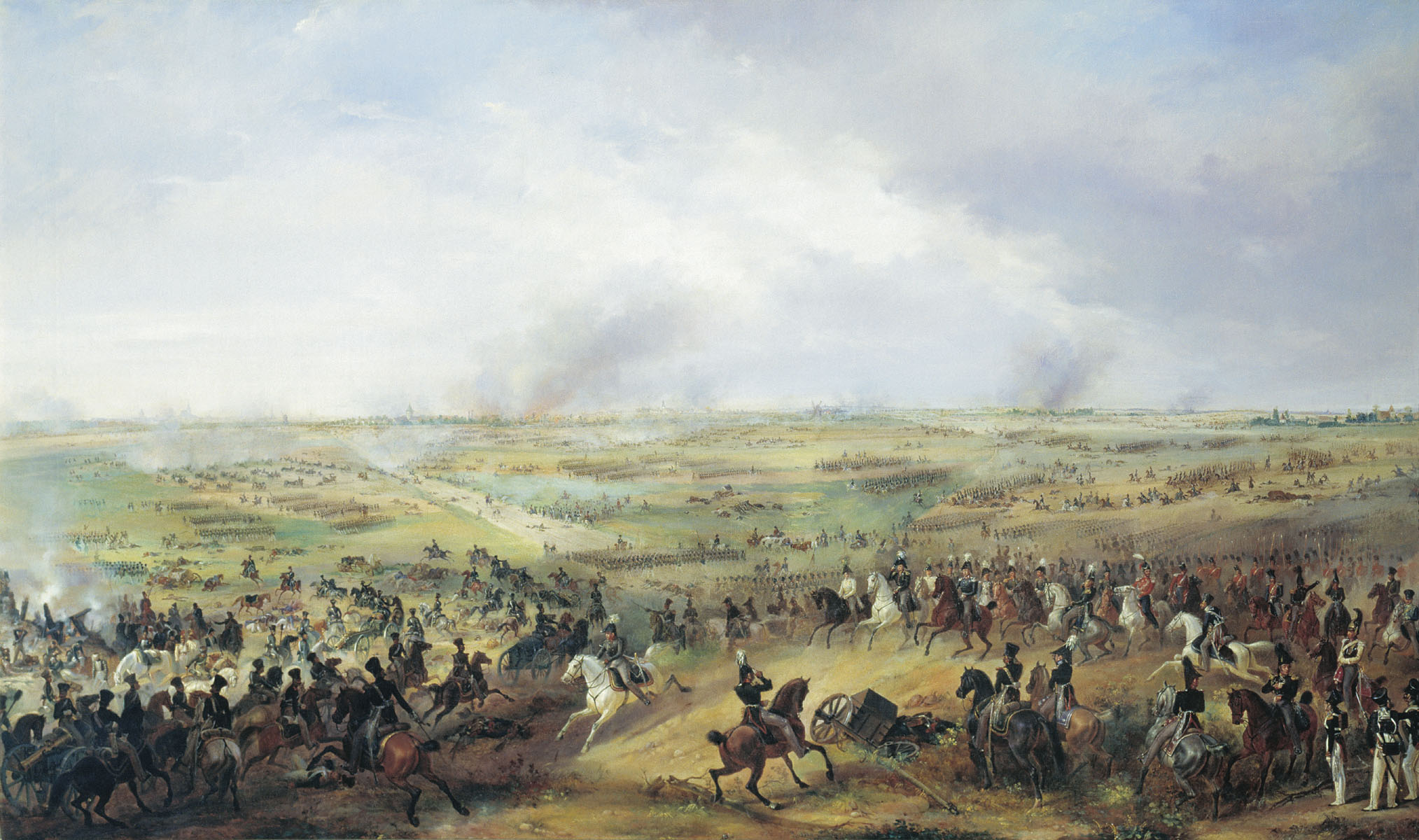
La bataille de Leipzig, une œuvre du peintre Alexandre Zauerweid, Musée Pouchkine à Moscou (1783-1844)

- 26 novembre 1808 : ordre de Saint-Georges (4e classe) ;
- Ordre de Sainte-Anne (1re classe) ;
- 1805 : ordre de Saint-Vladimir (3e classe - avec ruban) ;
- Ordre de Saint-Jean de Jérusalem (Russie impériale) ;
- Épée d'or avec l'inscription « Pour bravoure »[1].

## Carrière militaire
- Régiment Izmaïlovski
- Régiment de la Garde à cheval
- 9e régiment de Dragons de Kazan ;
- Régiment des Cuirassiers de Sa Majesté impériale  ;
- 16e régiment de Dragons de Tverskoï ;
- 14e régiment de Lanciers Iambourgski ;
- 13e régiment de Lanciers de Vladimir ;
- 1re brigade des Chasseurs à cheval.

### Source
- Dictionnaire des généraux russes, les membres ayant participé aux combats contre l'armée Napoléon Bonaparte (1812-1815).www.museum.ru